# MODE MOOD MODE
『MODE MOOD MODE』（モード・ムード・モード）は、日本のバンドUNISON SQUARE GARDENの7作目のフルアルバム。2018年1月24日にトイズファクトリーより発売。

## 概要
- 前作『Dr.Izzy』より1年半ぶり[3]のアルバム。前作以降のシングル表題曲「10％ roll, 10％ romance」、「Invisible Sensation」、「fake town baby」、配信限定でリリースされていた「Silent Libre Mirage」の4曲を含む全12曲を収録。バンドのアルバムで3曲以上のシングル表題曲が収録されたのは今作が初めてである[注 2]。
- 本アルバムの公開記念として、2018年1月10日～1月31日までの期間限定で5thシングル『オリオンをなぞる』から10thシングル『シュガーソングとビターステップ』までの表題曲のMVに加え「徹頭徹尾夜な夜なドライブ」、「パンデミックサドンデス」、「アトラクションがはじまる (they call it “NO.6”)」、「mix juiceのいうとおり」など、歴代アルバムリード曲数曲などがフルサイズで公開された。
- 初回限定盤と通常盤初回プレス分には特典として、同年4月から11月まで開催されていた『TOUR 2018 “MODE MOOD MODE”』の先行予約シリアルナンバーが封入されていた。
- 配信開始日の同年1月31日まで、収録曲や初回限定盤の映像の内容を公式からは一切明かさないという試みが行われた。
  - 田淵曰く、「発売時はバンドは全国ツアー中であり、そこで更なる情報を出すとそっちに興味がいっちゃう奴がいるので、解禁はできる限り遅らせたかった」。また、「発売後写真等で曲順をネット流出させる、等は特に止めない」とも語っている[4]。

## 楽曲について
※シングル表題曲はリンク先を参照。
Own Civilization (nano-mile met)
グランジのリズムが取り入れられた曲で、前作の『エアリアルエイリアン』と同じく意外性を狙った楽曲。“nano-mile met” は「7枚目」の語呂合せの意味も含まれる。
オーケストラを観にいこう
2013年頃 (「徹頭徹尾夜な夜なドライブ」と同時期) から存在しており、当初はシングル曲となる予定だった。
「君の瞳に恋してない」完成時、「この2曲を軸にすれば『Dr.Izzy』と違うイメージのアルバムになる」という思いから、今作に収録されることになった。
静謐甘美秋暮抒情
せいひつかんびあきぐれじょじょうと読む。斎藤が39度の熱があるなかでレコーディングを行った。
音源は鼻声だが逆に鼻声である事に味を感じ、ライブでこの通りに歌えるか不安だったと語っている。
フィクションフリーククライシス
もともと8曲目には「ラディアルナイトチェイサー」を収録する予定だったが、アルバムのバランスを考えた結果、急遽書き下ろされ差し替えられた。
田淵曰く1日で作詞・作曲し、その日のうちにレコーディングされた楽曲。
田淵智也が作詞したLiSAの楽曲｢Chill-Chill-Dal-Da｣の歌詞にこの曲を思わせる箇所がある
君の瞳に恋してない
今作のリード曲で、ブラスセクションを取り入れた楽曲。ブラスセクションは「like coffeeのおまじない」と同じメンバーが担当している。
2018年1月15日にMVが公開された。今作の収録曲中、シングル曲以外で発売前に曲名が判明していた唯一の曲である。

## 収録曲について

### CD
| 全作詞・作曲: 田淵智也、全編曲: UNISON SQUARE GARDEN、オーケストラアレンジ：秋月須清（#3）、 編曲協力：eba（#9）、ブラスアレンジ：小林康太（#12）。 | |          |            |      |
| # | タイトル | 作詞     | 作曲・編曲 | 時間 |
| 1. | 「Own Civilization (nano-mile met)」                                                                           | 田淵智也 | 田淵智也   | 2:48 |
| 2. | 「Dizzy Trickster」(オーディオテクニカ ヘッドホン「SOLID BASS」イメージムービー『濃く、生きてゆく。』テーマ曲) | 田淵智也 | 田淵智也   | 4:23 |
| 3. | 「オーケストラを観にいこう」                                                                                   | 田淵智也 | 田淵智也   | 4:34 |
| 4. | 「fake town baby」(テレビアニメ『血界戦線&BEYOND』オープニングテーマ)                                          | 田淵智也 | 田淵智也   | 4:23 |
| 5. | 「静謐甘美秋暮抒情」                                                                                           | 田淵智也 | 田淵智也   | 4:03 |
| 6. | 「Silent Libre Mirage」(テレビドラマ『男水!』主題歌)                                                           | 田淵智也 | 田淵智也   | 3:53 |
| 7. | 「MIDNIGHT JUNGLE」                                                                                            | 田淵智也 | 田淵智也   | 3:38 |
| 8. | 「フィクションフリーククライシス」                                                                             | 田淵智也 | 田淵智也   | 3:15 |
| 9. | 「Invisible Sensation」(テレビアニメ「ボールルームへようこそ」第2クールオープニングテーマ)                     | 田淵智也 | 田淵智也   | 4:15 |
| 10. | 「夢が覚めたら (at that river)」                                                                               | 田淵智也 | 田淵智也   | 4:16 |
| 11. | 「10% roll, 10% romance」(テレビアニメ「ボールルームへようこそ」第1クールオープニングテーマ)                   | 田淵智也 | 田淵智也   | 4:37 |
| 12. | 「君の瞳に恋してない」                                                                                         | 田淵智也 | 田淵智也   | 4:13 |
| 合計時間: | 合計時間: | 48:18    |            |      |

### BD/DVD（初回限定盤A・Bのみ）
UNISON SQUARE GARDEN TOUR 2017-2018「One roll, One romance」at Zepp Tokyo 2017.11.16
| #   | タイトル                                              | 作詞 | 作曲・編曲 |
| --- | ----------------------------------------------------- | ---- | ---------- |
| 1.  | 「サンポサキマイライフ」                              |      |            |
| 2.  | 「徹頭徹尾夜な夜なドライブ」                          |      |            |
| 3.  | 「kid, I like quartet」                               |      |            |
| 4.  | 「MR.アンディ」                                       |      |            |
| 5.  | 「シューゲイザースピーカー」                          |      |            |
| 6.  | 「リニアブルーを聴きながら」                          |      |            |
| 7.  | 「fake town baby」                                    |      |            |
| 8.  | 「クロスハート1号線 (advantage in a long time)」      |      |            |
| 9.  | 「flat song」                                         |      |            |
| 10. | 「ノンフィクションコンパス」                          |      |            |
| 11. | 「メカトル時空探検隊」                                |      |            |
| 12. | 「パンデミックサドンデス」                            |      |            |
| 13. | 「僕らのその先」                                      |      |            |
| 14. | 「Session “One roll, One romance”」                   |      |            |
| 15. | 「Silent Libre Mirage」                               |      |            |
| 16. | 「10％ roll, 10％ romance」                           |      |            |
| 17. | 「誰かが忘れているかもしれない僕らに大事な001のこと」 |      |            |
| 18. | 「シュガーソングとビターステップ」                    |      |            |
| 19. | 「23:25」                                             |      |            |
| 20. | 「Invisible Sensation」                               |      |            |
| 21. | 「RUNNERS HIGH REPRISE」                              |      |            |
| 22. | 「シャンデリア・ワルツ」                              |      |            |